# 小林哲夫 (歯学者)
小林 哲夫（こばやし てつお、1961年8月 - ）は、日本の歯科医師・歯学者である。

## 経歴
- 1987年3月、新潟大学歯学部卒業
- 1989年4月～2001年3月 新潟大学助手（歯学部）
- 2001年4月～2001年10月 新潟大学助手（歯学部附属病院）
- 2001年11月～2004年11月 新潟大学講師（医歯学総合病院）
- 2004年12月 新潟大学准教授（医歯学総合病院）

## 学位
- 1995年3月 博士（歯学）新潟大学　論文の題は「Depressed Oxidative Function in Gingival Crevicular Polymorphonuclear Leukocytes from Porphyromonas gingivalis-detectable Periodontal Pockets(Porphyromonas gingivalis検出陽性の歯周ポケットにおける歯肉溝滲出液中多形核白血球の活性酸素産生能低下について)」[1]。

## 所属学会
- 日本歯周病学会（評議員、専門医、指導医）
- 日本歯科保存学会（評議員、認定医）
- 米国歯周病学会